# Parides mithras
Espèce
Synonymes
- Papilio mithras Grose-Smith, 1902

Parides  mithras est une espèce d'insectes lépidoptères (papillons) de la famille des Papilionidae, de la sous-famille des Papilioninae, tribu des Troidini, sous-tribu des Troidina et du genre Parides.

## Systématique
Parides mithras a été décrit par Henley Grose-Smith en 1902 sous le protonyme de Papilio mithras.
Parides mithras est considéré soit comme une espèce distincte soit comme une sous-espèce de Parides chabrias, sous le taxon Parides chabrias mithras.

## Liste des sous-espèces
Selon BioLib (21 février 2021) :
- Parides mithras mithras ; présent en Guyane, au Surinam au Venezuela et au Brésil.
- Parides mithras marajoara Brown, 1994 ou Parides chabrias marajoara ; présent au Brésil[1].

## Description
Parides  mithras est un papillon marron iridescent orné de taches crème, aux antérieures une proche de l'apex et deux centrale et aux postérieure une grosse flaque rayée des veines marron.

## Biologie
Il vole de mai à juillet.

### Plantes hôtes
Les plantes hôtes de sa chenille sont des aristoloches dont Aristolochia acutifolia.

## Écologie et distribution
Il est présent en Guyane, au Surinam au Venezuela et au Brésil.

### Biotope
Il réside dans la forêt tropicale.

### Protection
Pas de statut de protection particulier.